# ラ フェスタ プリマヴェラ
ラ フェスタ プリマヴェラとは、大阪市を起終点とした近畿2府3県にまたがって行われる旧車のイベント（レース）である。

## 概要
2009年から始まり、過去の大会は、大阪市の梅田スカイビルを起点として近畿地方の大阪府・京都府・滋賀県・三重県・奈良県を通り、約850キロメートルを周回して大阪城公園に戻るコースで、4月の第3日曜日から4日間にかけて行われた。2009年度のエントリー台数は75台だった。